# Кардиналы-выборщики на Конклаве 1655 года
| Страна                              | Количество выборщиков |
| ----------------------------------- | --------------------- |
| Итальянские государства             | 62                    |
| Испания                             | 3                     |
| Священная Римская империя и Франция | 2                     |

Следующие кардиналы-выборщики участвовали в Папском Конклаве 1655 года. Список кардиналов-выборщиков приводятся по географическим регионам и в алфавитном порядке.
Папа Иннокентий X скончался 7 января 1655 года. Его преемником 7 апреля 1655 года был избран кардинал Фабио Киджи, который принял имя Александр VII. Шестьдесят два из шестидесяти девяти кардиналов вошли на конклав. Четверо прибыли позднее, один из первоначальных участников скончался во время конклава, а трое вообще не участвовали. В финальном голосовании приняли участие шестьдесят пять кардиналов. Испания наложила вето на избрание понтификом кардинала Джулио Чезаре Саккетти, кардинала-епископа Фраскати (на него также было наложено вето Испанией на конклаве 1644 года).
В Священной Коллегии кардиналов присутствовали следующие кардиналы-выборщики, назначенные:
- 3 — папой Павлом V;
- 1 — папой Григорием XV;
- 33 — папой Урбаном VIII;
- 32 — папой Иннокентием X.

## Римская Курия
1. Оттавио Аквавива д’Арагона младший, апостольский легат в Романье;
2. Никколо Альбергати-Людовизи, великий пенитенциарий;
3. Франческо Альбицци, кардинал-священник с титулярной церковью Санта-Мария-ин-Виа;
4. Баччо Альдобрандини, кардинал-священник с титулярной церковью Сант-Аньезе-фуори-ле-Мура;
5. Камилло Асталли-Памфили, кардинал-священник с титулярной церковью Сан-Пьетро-ин-Монторио;
6. Дечио Аццолино младший, кардинал-дьякон с титулярной диаконией Сант-Адриано-аль-Форо;
7. Антонио Барберини младший, O.S.Io.Hieros., камерленго, префект Священной Конгрегации Пропаганды Веры, архипресвитер патриаршей Либерийской базилики, великий раздатчик милостыни Франции, епископ Пуатье;
8. Карло Барберини, кардинал-дьякон с титулярной диаконией Сан-Чезарео-ин-Палатио;
9. Франческо Барберини старший, кардинал-епископ Порто и Санта Руфина, вице-декан Коллегии кардиналов, вице-канцлер Святой Римской Церкви, секретарь Верховной Священной Конгрегации Римской и Вселенской Инквизиции, архипресвитер патриаршей Ватиканской базилики, префект Священной Конгрегации фабрики святого Петра;
10. Джиберто Борромео, кардинал-священник с титулярной церковью Санти-Джованни-э-Паоло;
11. Кристофоро Видман, кардинал-священник с титулярной церковью Санти-Нерео-эд-Акиллео;
12. Джироламо Гримальди-Каваллерони, кардинал-священник с титулярной церковью Сант-Эузебио;
13. Марцио Джинетти, кардинал-епископ Альбано, генеральный викарий Рима, префект Священной Конгрегации по делам епископов и монашествующих, префект Священной Конгрегации резиденции епископов, префект Священной Конгрегации церковного иммунитета;
14. Анджело Джори, кардинал-священник с титулярной церковью Санти-Кирико-э-Джулитта;
15. Лоренцо Империали, кардинал-священник с титулярной церковью Сан-Кризогоно;
16. Луиджи Каппони, библиотекарь Святой Римской Церкви, кардинал-протопресвитер;
17. Пьер Луиджи Карафа старший, префект Священной Конгрегации Тридентского Собора[1];
18. Ульдерико Карпенья, кардинал-священник с титулярной церковью Сант-Анастазия;
19. Просперо Каффарелли, кардинал-священник с титулярной церковью Сан-Каллисто;
20. Франческо Керубини, кардинал-священник с титулярной церковью Сан-Джованни-а-Порта-Латина;
21. Фабио Киджи, государственный секретарь Святого Престола, префект Священной Конгрегации Священной Консульты, епископ-архиепископ Имолы (был избран папой римским и выбрал имя Александр VII);
22. Джироламо Колонна, архипресвитер патриаршей Латеранской базилики;
23. Винченцо Костагути, кардинал-дьякон с титулярной диаконией Санта-Мария-ин-Козмедин;
24. Джованни Джироламо Ломеллини, апостольский легат в Болонье;
25. Франческо Майдалькини, кардинал-дьякон с титулярной диаконией Санта-Мария-ин-Портико-Октавиа;
26. Винченцо Макулани, O.P., кардинал-священник с титулярной церковью Сан-Клементе;
27. Карло Медичи, кардинал-епископ Остии и Веллетри, декан Коллегии кардиналов, губернатор Веллетри;
28. Луиджи Омодеи старший, кардинал-священник с титулярной церковью Санти-Бонифачо-э-Алессио;
29. Вирджинио Орсини, O.S.Io.Hieros., кардинал-дьякон с титулярной диаконией Сант-Эустакьо;
30. Джованни Баттиста Мария Паллотта, кардинал-священник с титулярной церковью Сан-Пьетро-ин-Винколи;
31. Карло Пио ди Савойя младший, апостольский легат в Урбино;
32. Лоренцо Раджи, кардинал-дьякон с титулярной диаконией Сант-Анджело-ин-Пескерия;
33. Джулио Чезаре Саккетти, кардинал-епископ Фраскати, префект Священной Конгрегации обрядов
34. Бернардино Спада, кардинал-епископ Сабины, префект Священной Конгрегации Индекса, префект Священной Конгрегации границ;
35. Джамбаттиста Спада, апостольский легат в Ферраре;
36. Джанджакомо Теодоро Тривульцио, кардинал-протодьякон;
37. Маркантонио Франчотти, кардинал-священник с титулярной церковью Санта-Мария-делла-Паче;
38. Франческо Адриано Чева, кардинал-священник с титулярной церковью Санта-Приска;
39. Доменико Чеккини, апостольский про-датарий, кардинал-священник с титулярной церковью Сан-Систо;
40. Пьердонато Чези младший, кардинал-священник с титулярной церковью Сан-Марчелло;
41. Альдерано Чибо, кардинал-священник с титулярной церковью Санта-Пуленциана.

## Европа

### Итальянские государства

#### Папская область
1. Маркантонио Брагадин, епископ Виченцы;
2. Франческо Мария Бранкаччо, епископ Витербо и Тосканелла;
3. Джулио Габриэлли старший, епископ Асколи-Пичено;
4. Карло Гуалтерио, архиепископ Фермо;
5. Джакомо Корради, епископ Йези;
6. Франческо Анджело Рапаччоли, епископ Терни;
7. Паоло Эмилио Рондинини, епископ Ассизи;
8. Карло Россетти, камерленго Священной Коллегии кардиналов, епископ Фаэнцы;
9. Марчелло Сантакроче, епископ Тиволи;
10. Чезаре Факкинетти, епископ-архиепископ Сенигаллии;
11. Федерико Сфорца, епископ Римини.

#### Неаполитанское королевство и королевство Сицилия
1. Франческо Перетти ди Монтальто, архиепископ Монреале;
2. Фабрицио Савелли, архиепископ Салерно;
3. Асканио Филомарино, архиепископ Неаполя[2].

#### Венецианская республика
1. Пьетро Вито Оттобони, епископ Брешии.

#### Генуэзская республика
1. Джованни Стефано Донги, епископ Аяччо;
2. Стефано Дураццо, архиепископ Генуи[3].

#### Великое герцогство Тосканское
1. Джанкарло Медичи, кардинал-дьякон с титулярной диаконией Санта-Мария-Нуова.

#### Миланское герцогство
1. Бенедетто Одескальки, епископ Новары.

#### Моденское герцогство
1. Ринальдо д’Эсте, епископ Реджо-Эмилия.

### Франция
1. Алессандро Бики, епископ Карпантры;
2. Джулио Мазарини, первый министр Франции (не участвовал в Конклаве).;
3. Жан-Франсуа-Поль де Гонди де Рец, архиепископ Парижа.

### Испания
1. Бальтасар Москосо-и-Сандоваль, архиепископ Толедо (не участвовал в Конклаве);
2. Альфонсо де ла Куэва-Бенавидес-и-Мендоса-Каррильо, кардинал-епископ Палестрины и епископ Малаги (не участвовал в Конклаве);
3. Хуан де Луго-и-де Кирога, S.J., кардинал-священник с титулярной церковью Санта-Бальбина.

### Священная Римская империя
1. Эрнст Адальберт фон Гаррах, архиепископ Праги и князь-епископ Трента[4];
2. Фридрих Гессен-Дармштадтский, OSIo.Hieros., кардинал-дьякон с титулярной диаконией Сан-Чезарео-ин-Палатио[5].